# قائمة رؤساء الدول والحكومات حسب الثروة الإجمالية

## قائمةرؤساء الدولوالحكومات حسب الثروة الإجمالية
تحتوي هذه القائمة على رؤساء الدول والحكومات الحاليين والسابقين، غالبا الثروات السائلة وليست العينية لصعوبة حصرها.
| الاسم                          | اللقب        | الثروة الإجمالية         | الدولة |
| ------------------------------ | ------------ | ------------------------ | --- |
| فلاديمير بوتين                 | رئيس الدولة  | $40 مليار(2011)          | روسيا |
| بوميبول أدولياديج              | ملك          | $30 مليار(أبريل 2011)    | تايلاند |
| عبد الله بن عبد العزيز آل سعود | ملك          | $21 مليار(أبريل 2011)    | السعودية |
| حسن البلقيه                    | سلطان        | $20 مليار(أبريل 2011)    | بروناي |
| خليفة بن زايد آل نهيان         | رئيس الدولة  | $18 مليار(أبريل 2011)    | الإمارات العربية المتحدة |
| محمد بن راشد آل مكتوم          | رئيس الوزراء | $14 مليار(أبريل 2011)    | الإمارات العربية المتحدة |
| سيلفيو برلسكوني                | رئيس الوزراء | $9 مليار(أبريل 2011)     | إيطاليا |
| هانز آدم الثاني                | أمير         | $4 مليار(أبريل 2011)     | ليختنشتاين |
| محمد السادس بن الحسن           | ملك          | $2.5 مليار(أبريل 2011)   | المغرب |
| حمد بن خليفة آل ثاني           | أمير         | $2.5 مليار(أبريل 2011)   | قطر |
| سبيستيان بينيرا                | رئيس الدولة  | $2.2 مليار(أبريل 2011)   | تشيلي |
| سعد الدين الحريري              | رئيس الوزراء | $1.4 مليار(أبريل 2011)   | لبنان |
| آصف علي زرداري                 | رئيس الدولة  | $1.8 مليار(أبريل 2011)   | باكستان |
| خوان كارلوس الأول              | ملك          | $1.7 مليار               | إسبانيا |
| ألبير الثاني                   | أمير         | $1 مليار(أبريل 2011)     | موناكو |
| إليزابيث الثانية               | ملكة         | $750 مليون.(مختلف عليها) | · أنتيغوا وباربودا · أستراليا · جزر البهاما · باربادوس · بليز · كندا · غرينادا · جامايكا · نيوزيلندا · بابوا غينيا الجديدة · سانت كيتس ونيفيس · سانت لوسيا · سانت فينسنت والغرينادين · جزر سليمان · توفالو · المملكة المتحدة |
| قابوس بن سعيد                  | سلطان        | $700 مليون(يوليو 2010)   | عمان |
| صباح الأحمد الجابر الصباح      | أمير         | $350 مليون(يوليو 2010)   | الكويت |
| بياتريكس                       | ملكة         | $200 مليون               | هولندا · جزر الأنتيل الهولندية · أروبا |
| مسواتي الثالث                  | ملك          | $100 مليون               | إسواتيني |
| ديفيد كاميرون                  | رئيس الوزراء | $47 مليون                | المملكة المتحدة |
| كارل غوستاف                    | ملك          | $45 مليون(أبريل 2011)    | السويد |
| جون كي                         | رئيس الوزراء | $37 مليون(أبريل 2011)    | نيوزيلندا |
| لي ميونج باك                   | رئيس الدولة  | $23.6 مليون              | كوريا الجنوبية |
| ميلمو دوكانوفيك                | رئيس الوزراء | $14.8 مليون              | الجبل الأسود |
| كرستينا فيرنانديز              | رئيس الدولة  | $12.92 مليون(يوليو 2009) | الأرجنتين |
| باراك أوباما                   | رئيس الدولة  | $10.1 مليون              | الولايات المتحدة |
| مارغريت الثانية                | ملكة         | $10 مليون                | الدنمارك · جزر فارو · جرينلاند |

## قائمةرؤساء الدول السابقينوالحكومات حسب الثروة الإجمالية
| الاسم                  | اللقب                 | الفترة    | الثروة              | الدولة           |
| ---------------------- | --------------------- | --------- | ------------------- | ---------------- |
| معمر القذافي           | قائد الثورة           | 1969–2011 | $200 مليار(2011)    | ليبيا            |
| علي عبد الله صالح      | رئيس                  | 1978–2013 | $60 مليار(2015)     | اليمن            |
| محمد حسني مبارك        | رئيس مصر              | 1981–2011 | $40–$70 مليار(2011) | مصر              |
| سوسيلو بانبانغ يودهونو | رئيس                  | 1967–1998 | $15–$35 مليار(1998) | إندونيسيا        |
| إبراهيم بابنجيدا       | رئيس                  | 1985–1993 | $10–$12 مليار(1993) | نيجيريا          |
| زين العابدين بن علي    | رئيس تونس             | 1987–2011 | €5 مليار(2011)      | تونس             |
| صدام حسين              | رئيس العراق           | 1979–2003 | $2 مليار(2003)      | العراق           |
| عثمان على خان          | نظام حيدر أباد        | 1911–1948 | $2 مليار(1940)      | حيدر أباد        |
| تاكسين شيناواترا       | رئيس وزراء            | 2001–2006 | $1.4 مليار(2004)    | تايلاند          |
| ياسر عرفات             | رئيس فلسطين           | 1996–2004 | $300 مليون(2003)    | فلسطين           |
| بول مارتين             | رئيس وزراء كندا       | 2003–2006 | $225 مليون(2004)    | كندا             |
| خالدة ضيا              | رئيسة الوزراء         | 2001–2006 | $212 مليون(2009)    | بنغلاديش         |
| فرانز جوزيف الثانى,    | أمير                  | 1938–1989 | $150 مليون(1945)    | ليختنشتاين       |
| كيفن رود               | رئيس وزراء            | 2007–2010 | $60 million         | أستراليا         |
| جورج بوش الأب          | رئيس الولايات المتحدة | 1989–1993 | $20 مليون(1999)     | الولايات المتحدة |
| جورج دبليو بوش         | رئيس الولايات المتحدة | 2001–2009 | $15 مليون(2004)     | الولايات المتحدة |
| ميلو دوكانوفيتش        | رئيس وزراء            | 2008–2010 | $14.8 مليون         | الجبل الأسود     |